# 가는모래쥐
가는모래쥐 또는 홀쭉이모래쥐(Psammomys vexillaris)는 쥐과 황무지쥐아과에 속하는 설치류의 일종이다. 알제리와 리비아, 튀니지에서 발견된다. 자연 서식지는 아열대 또는 열대 기후 지역의 건조 관목 지대와 간헐 염호이다.